# Trichoniscus tolosanus
Trichoniscus tolosanus là một loài chân đều trong họ Trichoniscidae. Loài này được Vandel miêu tả khoa học năm 1925.